# Axundlu
Axundlu è un comune dell'Azerbaigian situato nel distretto di Ağsu. Conta una popolazione di 197 abitanti.